# Kűrium
A kűrium a periódusos rendszer egyik eleme. Vegyjele Cm, rendszáma 96. A kűriumot Glenn T. Seaborg, Ralph A. James, és Albert Ghiorso fedezte fel a Berkeley-i Kaliforniai Egyetemen.

## Tulajdonságai
A kűrium a természetben nem található meg. kűrium-248 izotópot csak milligrammnyi mennyiségben állították elő, de kűrium-242-t és kűrium-244-et grammnyi mennyiségben készítenek, ami lehetővé teszi az elem egyes tulajdonságainak megállapítását. Kűrium-244-et nagyobb mennyiségben plutónium neutronokkal való bombázásával állítanak elő. A kűriumnak csak néhány ipari alkalmazása ismert, a jövőben azonban felhasználhatják radioizotópos termoelektromos generátorokban. A kűrium a csontszövetben felhalmozódik, sugárzása elroncsolja a csontvelőt és így leállítja a vörösvérsejt-képződést.
A kűrium kémiailag valamelyest hasonlít a ritkaföldfém homológjára, a gadolíniumra, de kristályszerkezete bonyolultabb. A kűrium ezüstfehér színű, reakcióképes, az alumíniumnál elektropozitívabb fém (a legtöbb háromértékű kűrium vegyület enyhén sárgás színű).
Sokat tanulmányozták radioizotópos termoelektromos generátorokban történő lehetséges felhasználását. A kűrium-242 akár 120 watt hőenergiát is szolgáltathat grammonként (W/g), nagyon rövid felezési ideje azonban nem teszi lehetővé hosszú élettartamú energiaforrás készítését. A kűrium-242 alfa-bomlással plutónium-238-cá alakulhat át, amely a radioizotópos termoelektromos generátorokban (RTG) leggyakrabban használt izotóp. A kűrium-244 RTG-kben történő felhasználását is vizsgálták, ennek maximális energiasűrűsége ~3 W/g, de spontán hasadás révén ez az izotóp erős neutronsugárzást bocsát ki. A kűrum-243 30 év körüli felezési idejével és jó – ~1,6 W/g – energiasűrűségével ideális anyagnak tűnhet, de bomlástermékei jelentős mértékű gamma- és béta-sugárzást bocsátanak ki.

## Vegyületei
Néhány vegyülete:
- kűrium-dioxid (CmO2)
- kűrium-trioxid (Cm2O3)
- kűrium-bromid (CmBr3)
- kűrium-klorid (CmCl3)
- kűrium-tetrafluorid (CmF4)
- kűrium-jodid (CmI3)

## Története
A kűriumot elsőként 1944-ben állította elő Glenn T. Seaborg, Ralph A. James és Albert Ghiorso a Berkeley városban levő Kaliforniai Egyetemen. A tudósok az elemet Marie Curie és férje, Pierre után nevezték el, akik a rádium felfedezésével és a radioaktivitás jelenségének tanulmányozásával váltak híressé. Ez volt az első alkalom, hogy egy kémiai elemet történelmi személyről neveztek el. A kűriumot kémiailag a Chicagói Egyetem Metallurgical Laboratory-ban (ma Argonne National Laboratory) azonosították. Ez volt a harmadikként felfedezett transzurán elem, noha a transzuránok sorában csak a negyedik. Berkeley-ben az 1,5 méteres ciklotronban plutónium-239 céltárgyat bombáztak alfa-részecskékkel, melynek során kűrium-242 (felezési ideje 163 nap) és egy szabad neutron keletkezett.
23994Pu + 42He → 24296Cm + 10n
Mivel az új elemek – az amerícium és kűrium – felfedezése szorosan kapcsolódott a Manhattan tervhez, az eredmények titkosak voltak és nem lehetett publikálni őket. Seaborg az új elemek felfedezését egy gyerekeknek szóló rádióműsorban, a Quiz Kidsben jelentette be, öt nappal az American Chemical Society 1945. november 11-ei gyűlésén tartandó hivatalos előadást megelőzően. Seaborg szabadalmaztatta is az új elemek szintézisét.
Louis Werner és Isadore Perlman 1947-ben szemmel látható mennyiségű kűrium-242-hidroxid mintát állított elő a Kaliforniai Egyetemen, ők amerícium-241-et bombáztak neutronokkal. A kűriumot elemi állapotban elsőként 1951-ben állították elő.

## Izotópjai
A kűrium 19 radioizotópját írták le, ezek közül a legstabilabb a Cm-247, 1,56·107 év felezési idővel, ezt követi a Cm-248 3,40·105 évvel, a Cm-250 9000 évvel és a Cm-245 8500 évvel. A többi radioaktív izotóp felezési ideje rövidebb mint 30 év, a többségé pedig 33 napnál is kevesebb. A kűriumnak 4 metastabil állapota is ismert, ezek közül a legstabilabb a Cm-244m (t½ 34 ms). A kűrium izotópjainak atomtömege 233,051 u (Cm-233) és 252,085 u (Cm-252) közé esik.

## Tüzelőanyag-ciklus
| Termikus neutronra vonatkozó hatáskeresztmetszetek (barnban)                                       | Termikus neutronra vonatkozó hatáskeresztmetszetek (barnban) | Termikus neutronra vonatkozó hatáskeresztmetszetek (barnban) | Termikus neutronra vonatkozó hatáskeresztmetszetek (barnban) | Termikus neutronra vonatkozó hatáskeresztmetszetek (barnban) | Termikus neutronra vonatkozó hatáskeresztmetszetek (barnban) | Termikus neutronra vonatkozó hatáskeresztmetszetek (barnban) |
| -------------------------------------------------------------------------------------------------- | ------------------------------------------------------------ | ------------------------------------------------------------ | ------------------------------------------------------------ | ------------------------------------------------------------ | ------------------------------------------------------------ | ------------------------------------------------------------ |
| | 242Cm                                                        | 243Cm                                                        | 244Cm                                                        | 245Cm                                                        | 246Cm                                                        | 247Cm                                                        |
| Hasadás                                                                                            | 5                                                            | 617                                                          | 1,04                                                         | 2145                                                         | 0,14                                                         | 81,90                                                        |
| Befogás                                                                                            | 16                                                           | 130                                                          | 15,20                                                        | 369                                                          | 1,22                                                         | 57                                                           |
| Befogás/hasadás arány                                                                              | 3,20                                                         | 0,21                                                         | 14,62                                                        | 0,17                                                         | 8,71                                                         | 0,70                                                         |
| 53 MWnap/kg kiégési szinten 20 év után kimerült alacsony dúsítású urán                             |                                                              |                                                              |                                                              |                                                              |                                                              |                                                              |
| 3 gyakori izotóp                                                                                   | 3 gyakori izotóp                                             | 51                                                           | 3700                                                         | 390                                                          |                                                              |                                                              |
| Gyorsneutronos reaktor kevert fém-oxidos hasadóanyag (5 minta átlaga, 66-120GWnap/t kiégési szint) |                                                              |                                                              |                                                              |                                                              |                                                              |                                                              |
| Kűrium összesen 3,09·10−3%                                                                         | Kűrium összesen 3,09·10−3%                                   | 27,64%                                                       | 70,16%                                                       | 2,166%                                                       | 0,0376%                                                      | 0,000928%                                                    |

A ^{238}Pu és ^{244}Cm közötti elemátalakulás folyamata LWR-ben (könnyűvizes reaktorban).
A hasadás százalékos aránya 100 mínusz a feltüntetett százalékok.
Az elemátalakulás teljes sebessége nuklidtól függően nagymértékben változik.
A ^{245}Cm–^{248}Cm felezési ideje hosszú, bomlásuk elhanyagolható.

A páratlan tömegszámú izotópok maghasadásra képesek, a páros tömegszámúak csak befogják a neutronokat, de azt is csak kisebb sebességgel. A termikus reaktorokban ezért a páros tömegszámú izotópok a kiégés során felhalmozódnak.
Az energiatermelő reaktorokban használandó kevert-oxid fűtőanyag (MOX) nem, vagy csak kis mennyiségben tartalmazhat kűriumot, mivel a 248Cm neutronaktivációja során kalifornium keletkezik, amely erős neutron sugárzó. A kalifornium elszennyezné a tüzelőanyag-ciklus végét, és növelné a munkások sugárdózisát. Ezért ha termikus neutronos reaktorban másodlagos aktinoidákat akarnak fűtőanyagként használni, akkor abból el kell távolítani a kűriumot, vagy különleges fűtőelemrúdba kell helyezni, amelyben nincs más aktinoida.

## Felhasználása
A 244Cm és 242Cm izotópok több éves vagy hónapos felezési idővel rendelkező erős alfa-sugárzók, mely folyamat során jelentős mennyiségű hőt termelnek. Ez a tulajdonságuk alkalmassá teszi őket alfa-sugárforrásként és radioizotópos termoelektromos generátorok hőforrásaként való felhasználásra.
Kűrium-244 sugárforrást használnak több amerikai és európai űrmisszió fedélzetén az alfa-részecske röntgenspektrométerben, például a Mars Exploration Roverben és a Rosetta/Philae-ben is. Több jövőbeli küldetésen is javasolják RTG-ben való használatukat.

## Fordítás
- Ez a szócikk részben vagy egészben  a   Curium című angol Wikipédia-szócikk fordításán alapul.  Az eredeti cikk szerkesztőit annak laptörténete sorolja fel. Ez a jelzés csupán a megfogalmazás eredetét és a szerzői jogokat jelzi, nem szolgál a cikkben szereplő információk forrásmegjelöléseként.